# Trappistordenen
Trappistordenen, den strengeste munkeorden inden for den romersk-katolske kirke, er i sin nuværende form stiftet af Armand Jean Le Bouthillier de Rancé og har sit navn efter hovedklosteret La Trappe i departementet Orne i Normandiet.
Dette cistercienserkloster, beliggende i en fugtig og usund dal, var fra 1140 (eller 1122) midtpunktet i abbediet Notre Dame de la Maison-Dieu. Klostrets munke udmærkede sig helt frem til 1400-tallet ved fromhed og arbejdsomhed, men de øgede rigdomme blev årsag til et forfald, der med tiden blev så stort, at munkene på grund af deres vilde liv og voldshandlinger blev kaldt "La Trappe-banditerne".
Sådan var forholdene, da de Rancé ca. 11 år gammel i 1637 for indtægternes skyld blev udnævnt til abbed for klostret. Efter endt noviciat i 1644 overtog han selv året efter abbediet og gennemførte en genemgående reform. Efter de endnu gældende klosterregler, som Rancé udstedte, forlader trappistmunkene kl. 2 om morgenen den halmfyldte sæk anbragt på et bræt, de bruger som seng, og den stump tæppe, de dækker sig med. 11 timer i døgnet er afsat til religiøse betragtelser, bønner og sang og seks-syv til fysisk arbejde i klostret, skoven eller på marken. Eneste afbrydelser er de spartanske måltider, der består af groft brød, grøntsager, frugt og vand. Kl. 19 om vinteren og kl. 20 om sommeren slutter trappistmunkene deres dag, hvorpå de efter aftenbønnen arbejder nogle minutter med deres kommende grav i klostergården. Trapistmunkene må ikke tale undtagen i forbindelse med bøn og sang eller den sædvanlige hilsen i klostret: "Memento mori" (husk, at du skal dø). Ønsker og behov må tilkendegives ved en form for tegnsprog. Videnskabeligt og intellektuelt arbejde er forbudt.
Ordensdragten består af en gråhvid uldkappe med vide ærmer med en bred læderrem om livet, hvor der er fastgjort en rosenkrans og en kniv som symboler på bøn og arbejde. Dertil kommer en sort uldhætte med to fodsbrede sorte bånd, der på ryggen hænger ned til knæhøjde, og træsko. Ud over de egentlige munke, som er opdelt i to klasser, huser trappistklostrene også såkaldte frères donnés, der blot opholder sig der i en begrænset periode, hvor de lever efter klosterreglerne.
Først efter Rancés død i 1700 begyndte ordenen at blive udbredt, men dog i begrænset omfang sammenlignet med andre ordener og hovedsageligt i Frankrig. Da trappisterne blev fordrevet fra Frankrig under den franske revolution begav de sig til Schweiz, hvor trappistmunken Augustin de Lestrange udviklede en stor nidkærhed for ordenens opretholdelse og udbredelse. Han blev af paven udnævnt til abbed for det af ham stiftede kloster Yalsainte i kantonen Freiburg, som derefter blev den landflygtige trappistordens hovedkloster. Efter adskillige ny forfølgelser kom munkene ved restaurationen i 1817 tilbage til Frankrig og det gamle moderkloster, som ved et paveligt dekret fra 1834 igen blev hovedklosteret. Lestrange vedblev til sin død i 1827 at være ordenens hovedkraft. I 1840'erne slog trappistmunke sig ned i Algeriet og Nordamerika. Ordenen blev dog i 1800-tallet igen udsat for mange problemer og nye forfølgelser. 1880 udvistes næsten 1500 trappistmunke således fra Frankrig.
I 1851 opstod i Frankrig de såkaldte trappistprædikanter i klostret Pierre qui-Vire. Som prædikanter er de løst fra tavshedsløftet, men følger ellers trappistreglerne. En kvindelig gren af ordenen stiftedes af prinsesse Louise de Condé og i Yalais i Schweiz grundlagde Lestrange et kvindeligt trappistkloster.
I 1908 fandtes der 56 trappistklostre med ca. 3.700 medlemmer, heraf 44 i Europa med 2.500 medlemmer, hvoraf igen 20 fandtes i Frankrig med 1.400 medlemmer. Generalabbeden for hele ordenen har sit sæde i Rom.